# إبراهيم التيمي
إِبْرَاهِيم بن يزيد بن شَرِيك التَّيْمِيّ أبو أسماء الكوفي، تابعي من العُباد، أحد رواة الحديث النبوي من الثقات روى له الجماعة.

## سيرته
هو إبراهيم بن يزيد بن شَريك من تيم الرّباب ويكنى أبا أسماء، قال الذهبي: «وكان شابًا صالحًا قانتًا لله عالمًا فقيهًا كبير القدر واعظًا»، كان يشتهر بالزهد والعبادة، وكان يقول: «إني لأمكث ثلاثين يوما لا آكل»، قتله الحجاج بن يوسف الثقفي، سنة 92 هـ، وقيل بل قُتل في نفس سنة مقتل سعيد بن جبير سنة 95 هـ. قال أبو داود: «مات ولم يبلغ أربعين سنة». ذكر محمد بن سعد البغدادي عن شيخه الواقدي في سبب حبس إبراهيم التَّيْمِيّ ووفاته: 
| إبراهيم التيمي | أن الحجاج طلب إبراهيم النخعي فجاء الذي طلبه فقال: أريد إبراهيم. فقال إبراهيم التَّيْمِيّ: أنا إبراهيم. فأخذه وهو يعلم أنه يريد إبراهيم النخعي فلم يستحل أن يدله عليه، فأتى به الحجاج فأمر بحبسه في الديماس، ولم يكن لهم ظل من الشمس ولا كن من البرد، وكان كل اثنين في سلسلة، فتغير إبراهيم، فجاءته أمه في الحبس فلم تعرفه حتى كلمها، فمات في السجن، فرأى الحجاج في منامه قائلا يقول: مات في هذه البلدة الليلة رجل من أهل الجنة. فلما أصبح قال: هل مات الليلة أحد بواسط؟ قالوا: نعم إبراهيم التَّيْمِيّ مات في السجن. قال: حلم نزغة من نزغات الشيطان. وأمر به فألقي على الكناسة. | إبراهيم التيمي |

## روايته للحديث النبوي
- روى عن: أنس بن مالك، وأبي عائشة الحارث بْن سويد، وعبد الرحمن بن أبي ليلى، وعمرو بن ميمون الأَودِيّ، وأبيه يزيد بْن شَرِيك، وعن عائشة بنت أبي بكر مرسل.
- روى عنه: أبو بشر بيان بن بشر الأحمسي، والحسن بْن عُبَيد الله النخعي، والحكم بن عتيبة، وزبيد بْن الحارث اليامي، وسالم بْن أَبي حفصة، وأبو سعد سعيد بن المرزبان البقال، وسَعِيد بْن مسروق الثوري، وسلمة بْن كهيل، وسليمان الأعمش، وعبد الأعلى بْن عامر الثعلبي، وعبد الرحمن بْن أَبي الشعثاء، وعبد الوارث بْن أَبي حنيفة، وأبو روق عطية بْن الحارث الهمداني، وعمار الدهني، وعمران القصير، والعوام بن حوشب، وعياش العامري، ومسلم البطين، ومعاوية بن إسحاق بْن طلحة بْن عُبَيد الله، وهارون بْن سعد العجلي، ويونس بن عبيد.[2]
- الجرح والتعديل: قال أبو زرعة الرازي: «ثقة مرجئ، قتله الحجاج بْن يوسف»، وقال أبو حاتم الرازي: «صالح الحديث»، روى له الجماعة.[2]

## وصلات خارجية
- ترك إبراهيم التيمي للدعاء أثناء حبس الحجاج له، موقع سفر الحوالي.